# Iwami (Schiff)
Das Linienschiff Orjol (russisch Орёл) der Kaiserlich-Russischen-Marine war das dritte von fünf Schiffen der Borodino-Klasse. 1905 wurde sie bei Tsushima von den Japanern erbeutet und von 1907 bis 1923 als Iwami von der japanischen Marine eingesetzt.

## DieBorodino-Klasse
Die Borodino-Klasse basierte auf den Plänen der in Frankreich 1899–1901 gebauten Zessarewitsch. Die russische Marineleitung hatte beim Abschluss des Bauvertrags darauf bestanden, dass man fünf weitere Schiffe der gleichen Art in Russland bauen und soweit notwendig modifizieren durfte, damit sie den Ansprüchen der russischen Marine entsprächen. Demgemäß wurden von 1899 bis 1905 die Schiffe der Borodino-Klasse auf russischen Werften gebaut: Borodino, Imperator Alexander III., Knjas Suworow, Orjol und Slawa.

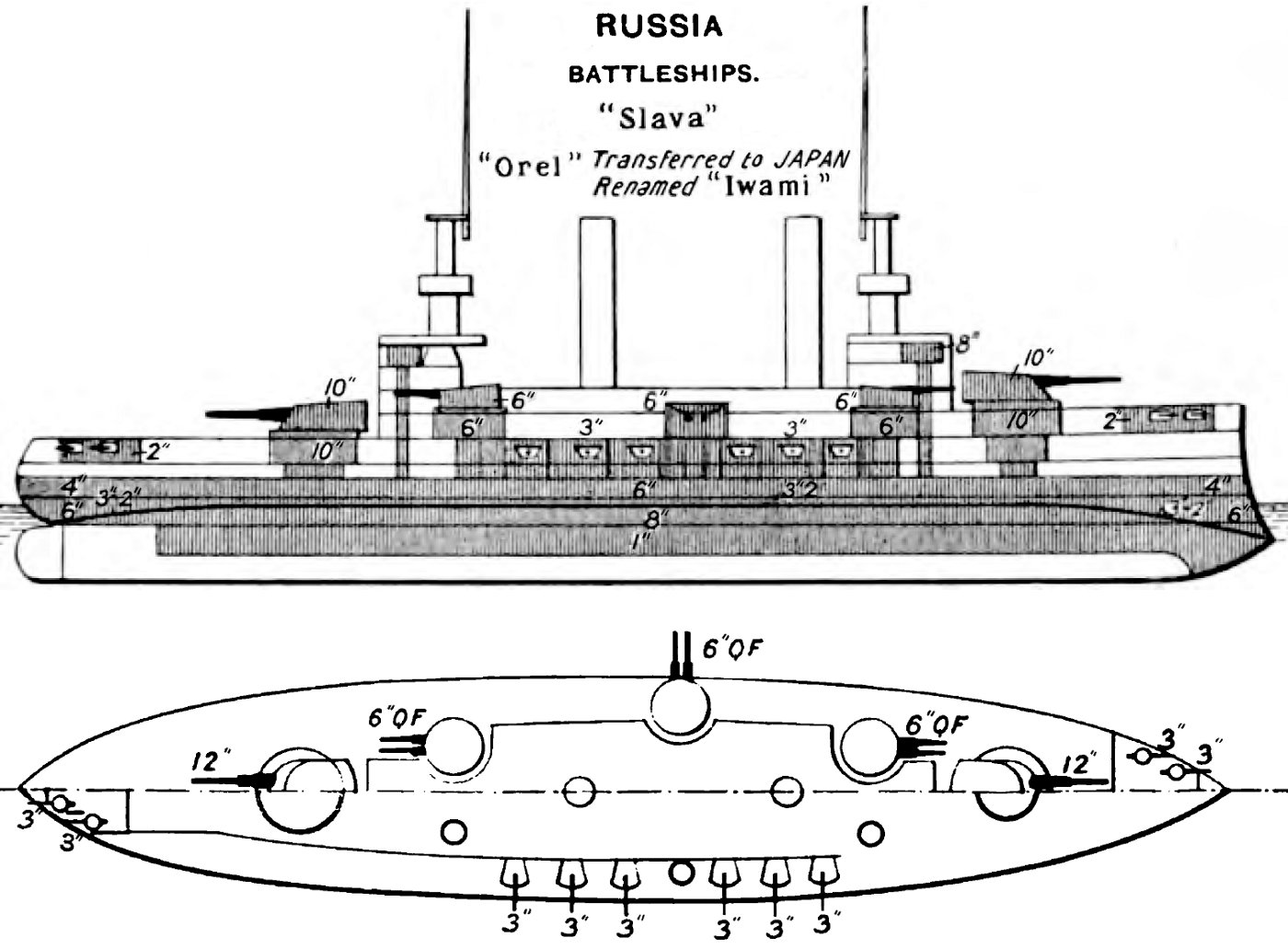
Borodino-Klasse Brassey´s 1906

Wie schon die Zessarewitsch, so litten auch diese Schiffe daran, dass ihr Schwerpunkt zu hoch lag, die Bordwände im sog. „Tumblehome“-Design oberhalb der Wasserlinie nach innen zeigten, das in der Rumpfmitte laufende Längsschott die Gefahr des Kenterns heraufbeschwor, und der niedrige Gürtelpanzer bei voller Gefechtsbeladung unter Wasser gedrückt wurde. Die Kasemattgeschütze lagen so tief, dass sie bei Seegang unbrauchbar waren. Hinzu kam, dass die Schiffe trotz größeren Gewichts schwächere Maschinen als die Zessarewitsch hatten.
Des Weiteren waren die Schiffe, gemäß der Zeit und besonders nach den russischen Verhältnissen in den Offiziersquartieren sehr opulent ausgestattet, wobei hier keine Rücksicht auf zusätzliche Gefährdungen wie leicht entflammbare Materialien, Glasscherben oder ungesicherte Möbelstücke genommen wurde. Insgesamt gab es viel Holz im und am Schiff, so waren Böden, Zwischenwände und Vertäfelungen zum Teil vollständig aus Holz. Auch Teile des Aufbaus waren aus Holz, diese sollten vor Gefechten zerlegt und eingelagert werden. In der Realität wurden diese während der Kampfhandlungen von Tsushima jedoch schlicht abgerissen und über Bord geworfen. Allerdings diente das Holz auch als „Stille Reserve“, konnte es doch den Kohlenvorrat ergänzen. Zusätzlich zum Holz und den Betriebsstoffen waren fast alle nicht-metallischen Werkstoffe an Bord brennbar, insbesondere die elektrische Isolierungen und die Isolierung der Dampfleitungen.
Die drei bei Tsushima versenkten Schiffe der Klasse kenterten, bevor sie sanken. Die Schiffe werden daher von manchen Schiffbauexperten als die schlechtesten jemals gebauten Schlachtschiffe angesehen (Preston 2002).

## Geschichte
Die Orjol wurde 1900 auf der Galerny-Werft in Sankt Petersburg auf Kiel gelegt. Sie lief im Juli 1902 vom Stapel und wurde im Oktober 1904, obwohl noch nicht vollkommen fertiggestellt, in Dienst gestellt und mit ihren Schwestern (ausgenommen die noch nicht fertiggestellte Slawa) dem Zweiten Pazifik-Geschwader unter Vizeadmiral Roschestwenski zugeteilt. Kommandant des Schiffes war der Kapitän 1. Ranges Nikolai Wiktorowitsch Jung.
Als sich die Gerüchte um den bevorstehenden Kriegseinsatz breit machten, wurde das Schiff von der Mannschaft, um dem Einsatz zu entgehen, im Hafen absichtlich auf Grund gesetzt und es gab Versuche die Antriebsanlage durch Stahlspäne in Lagern und in einem Fall in einem Dampfzylinder zu sabotieren.

### Tsushima
Bereits am 15. Oktober 1904 ging Roschestwenskis Flotte auf die achtmonatige Reise über 18.000 Seemeilen nach Ostasien. Dabei hatte die Orjol noch Werftarbeiter an Bord, die die letzten Arbeiten zu Ende führen sollten.
Die Orjol wurde, als viertes Schiff in der russischen Schlachtlinie, in der Seeschlacht bei Tsushima am 27. Mai 1905 schwer beschädigt: sie erhielt vermutlich fünf 30.5-cm-, zwei 25,4-cm-, neun 20,3-cm- und 28 15,2-cm-Treffer. Ihre drei Schwesterschiffe wurden versenkt. Am Morgen des nächsten Tages, dem 28. Mai 1905, gegen 10:30 Uhr kapitulierte die Orjol auf Befehl von Konteradmiral Nebogatow. Mit der Orjol kapitulierten auch das alte Panzerschiff Imperator Nikolai I, Admiral Nebogatows Flaggschiff, und die beiden Küstenpanzerschiffe General-Admiral Apraxin und Admiral Senjawin. Kapitän Jung, der während der Schlacht schwer verletzt wurde, verstarb am 29. Mai 1905 und erhielt eine Seebestattung.

### Dienst in der japanischen Marine

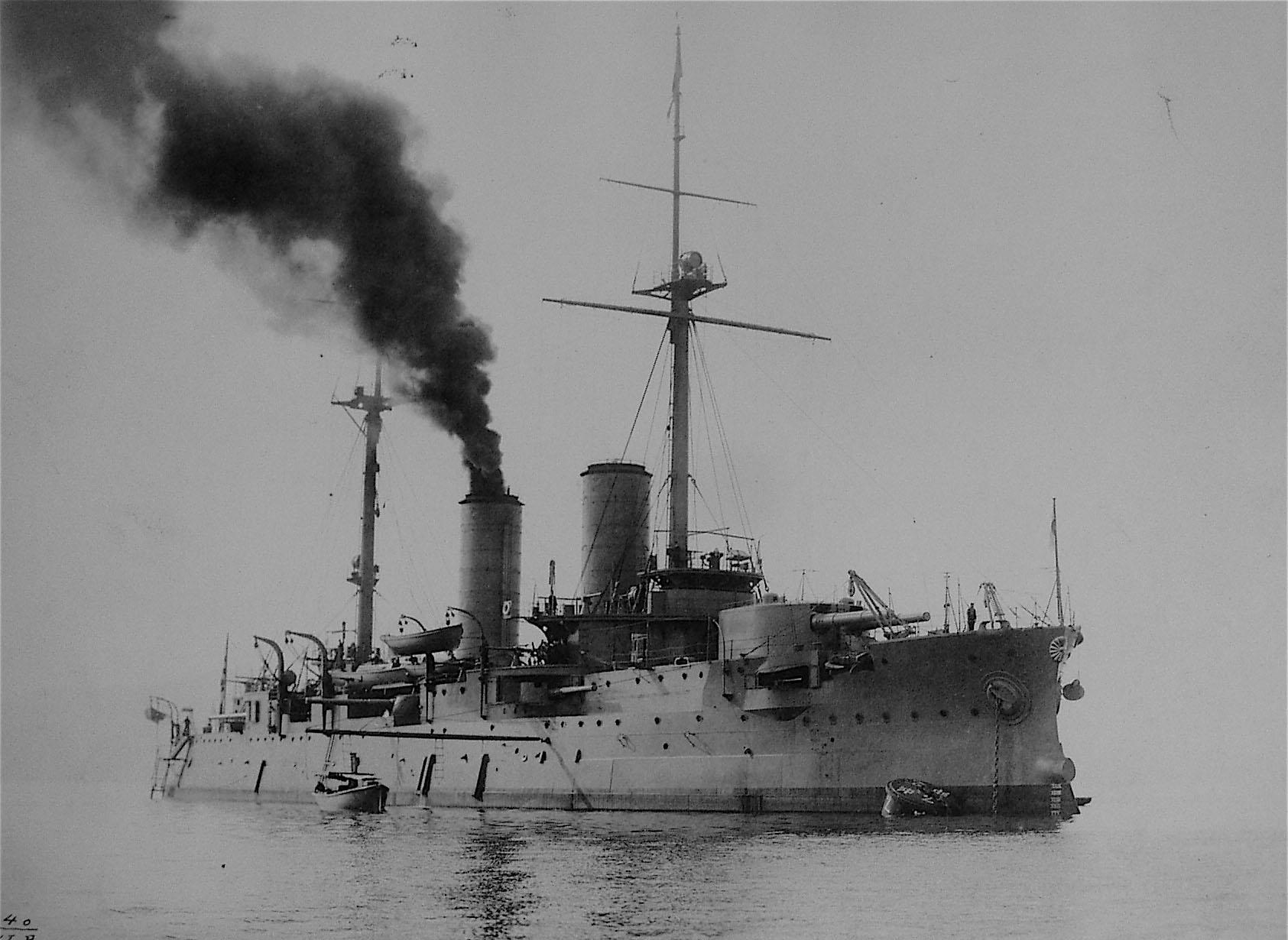
Die ehemalige Orjol als Iwami 1907 in Kure

Nach Totalüberholung 1906–1907 diente das Schiff unter dem Namen Iwami in der japanischen Marine. Bei der Instandsetzung des schwer beschädigten Schiffes reduzierte man seine Aufbauten erheblich, um die Seetüchtigkeit des Schiffes zu verbessern. Die sechs 15,2-cm-Doppeltürme der Mittelartillerie wurden dabei durch sechs 20,3-cm-Einzelgeschütze ersetzt. Die leichten Geschütze wurden reduziert und das Bug- und Hecktorpedorohr ausgebaut. Die Breitseitrohre wurden allerdings durch modernere 45-cm-Rohre ersetzt. Die Kesselanlage wurde durch Röhrenkessel japanischer Bauart erneuert und ermöglichte eine Leistung von 16.500 PS und damit eine Geschwindigkeit von über 18 kn.
Die seit August 1912 als Küstenpanzerschiff klassifizierte Iwami wurde im Ersten Weltkrieg mit vier weiteren ehemals russischen Schiffen bei der Blockade und Eroberung der deutschen Kolonie Tsingtau (Kiautschou) eingesetzt. Die anderen ehemals russischen Schiffe waren die in Port Arthur erbeuteten Linienschiffe Suwo ex Pobeda und Tango ex Poltawa sowie die Küstenpanzerschiffe  Okinoshima ex General-Admiral Apraxin und Mishima ex Admiral Senjawin, die mit der ehemaligen Orjol bei Tsushima kapituliert hatten. Bis zur Kapitulation der Deutschen am 7. November 1914 blieb der Verband dort im Einsatz.
Am 12. Januar 1918 lief die Iwami als erstes alliiertes Kriegsschiff in Wladiwostok ein, um japanische Interessen im revolutionären Russland zu wahren. Nach ihr trafen dann noch der britische Panzerkreuzer Suffolk, das Linienschiff Asahi und die Brooklyn ein. Die Aktion weitete sich zur Sibirischen Intervention aus, in der Japan zeitweise Einfluss auf die gesamte russische Pazifikküste ausübte und die sogenannte Küstenrepublik bis zum Abzug im September 1922 unterstützte. Die Iwami wurde in diesem Rahmen 1920 und 1921 vor Kamtschatka eingesetzt.
Auf Grund des Washingtoner Flottenvertrages vom Februar 1922 wurde die Iwami am 9. Mai 1923 außer Dienst gestellt und am 10. Juli 1924 als Zielschiff durch Kampfflieger vor der Bucht von Tokio versenkt.